# Jens Kidman
Jens Kidman (Umeå, Suecia, 8 de junio de 1966) es un músico sueco, conocido por ser el vocalista principal de la banda sueca de metal extremo Meshuggah.

## Biografía
Cuando Kidman y su amigo Fredrik Thordendal (guitarrista principal) fundaron Meshuggah, él no sólo hacía de cantante, sino que también tocaba guitarra. Más tarde abandonó la guitarra para centrarse únicamente en sus talentos como vocalista. Su estilo vocal son, a grandes rasgos, gritos guturales atonales, preocupándose de mantenerla a un nivel rítmico en la canción, al igual que el resto de los instrumentos involucrados en el groove. La única vez que se escucha su voz claramente es en la canción "Ritual" en el EP llamado "None".
Kidman ha participado además en la canción "The dream is over", del álbum XIII de la banda de metal alternativo estadounidense Mushroomhead.

## Discografía

### Meshuggah
Álbumes de estudio
- Contradictions Collapse (1991)
- Destroy Erase Improve (1995)
- Chaosphere (1998)
- Nothing (2002)
- Catch Thirty-Three (2005)
- obZen (2008)
- Koloss (2012)
- The Violent Sleep of Reason (2016)
- Immutable (2022)

### EP
- Meshuggah (1989)
- None (1994)
- Selfcaged (1995)
- The True Human Design (1997)
- I (2004)
- Pitch Black (2013)